# 粟屋元信
粟屋 元信（あわや もとのぶ）は、戦国時代から安土桃山時代にかけての武将。毛利氏の譜代家臣。父は粟屋元種。

## 生涯
天文22年（1553年）、毛利氏の譜代家臣である粟屋元種の嫡男として生まれ、毛利輝元に仕える。
天正6年（1578年）、石山本願寺支援のため、父・元種と共に摂津国木津城に在城した。
天正8年（1580年）、輝元の備中出陣において先鋒部隊の将を務めたが、同年4月14日に備中国下加茂の山中において伊賀久隆の強襲を受け戦死。享年28。この戦いは元信の他にも児玉元房、井上元勝、奈古屋元賀、小寺就武、三戸元好、宇多田藤右衛門などが討ち取られ、一手の大将を務めた神田元忠が負傷する大敗であった（加茂崩れ）。
元信の弟・景行は新見景実の養子となっており、元信の戦死によって元種の後継がいなくなったため、元種の弟である元利の次男・元貞が元種の養子として家督を相続した。